# Operacija Nimrod
Operacija Nimrod je bila protiteroristična operacija, s katero je britanski SAS 5. maja 1980 osvobodil iransko veleposlaništvo v Londonu, ki so ga zasedli islamski skrajneži.

## Zasedba veleposlaništva in zahteve teroristov
V sredo, 30. aprila 1980 ob 11:30, je šest zamaskiranih moških, oboroženih z avtomatskimi pištolami škorpijon, pištolami in ročnimi bombami, vdrlo v prostore iranskega veleposlaništva v ulici Princess Gate no. 16 v središču Londona. V trenutku napada je bilo v prostorih veleposlaništva 29 oseb, od katerih se je trem uspelo rešiti takoj ob vpadu teroristov. Ti so se izkazali kot pripadniki Demokratskega revolucionarnega gibanja za osvoboditev Arabistana (DRMLA), ki se je borilo za avtonomijo te iranske pokrajine, prva njihova zahteva pa je bila, da Iran izpusti 91 zapornikov (po večini pripadnikov gibanja) do 1. maja, kar pa je uradni Teheran kategorično zavrnil. Drugo zahtevo, da se jim dostavi vozilo za prevoz do londonskega letališča Heathrow ter letalo za pobeg, pa je zavrnila Velika Britanija.

## Sestanek kriznega komiteja
Britanska vlada je za pogajanja s teroristi zadolžila posebni krizni komite, znan po kratici COBRA (angleško Cabinet Office Briefing Room), na čelu katerega je bila tedanja premierka Margaret Thatcher. Poleg nje so bili v komiteju še predstavniki Ministrstva za notranje zadeve, Ministrstva za obrambo, tajnih služb MI5 in MI6 ter predstavniki SAS. Intenzivnost pogajanj je bila največja 2. in 3. maja, ko so teroriste obvestili, da bo njihovo sporočilo javnosti v celoti prenašano po televizijskem kanalu BBC. V zameno za to so teroristi 3. maja izpustili dva talca (nosečo žensko in pakistanskega novinarja). Hkrati so si z izpustitvijo zagotovili prvo dostavo hrane v ambasado.
Napredek pri pogajanjih se je ustavil 5. maja. Na ta dan so namreč teroristi ubili enega od talcev, namestnika atašeja za tisk, Abasa Lavasanija in njegovo truplo vrgli na ulico kot opozorilo oblastem. Ta dogodek je sprožil reakcijo in SAS je dobil nalogo, da napade veleposlaništvo. Že prej so pripadniki te enote spremljali dogajanje v stavbi s pomočjo prisluškovalnih naprav spuščenih v dimnike objekta, infrardečih senzorjev gibanja in drugih sodobnih naprav, s čimer so si ustvarili jasno sliko položaja teroristov v zgradbi.

## Napad SAS
Za napad je bilo izbranih 24 pripadnikov dežurne protiteroristične enote za posebne projekte (SPT (Special Projects Team)) iz eskadrona B 22. polka SAS. Ti pripadniki so bili razdeljeni v dve skupini, »rdečo« in »modro«, ki naj bi napadli istočasno, ena s prednje strani ambasade, druga pa z zadnje. Prav tako sta bili skupini razdeljeni na manjše oddelke, sestavljene iz štirih pripadnikov. Vsak oddelek je imel svojo nalogo.
Rdeča skupina
Ta skupina naj bi napadla s prednje strani. Dva oddelka naj bi se s strehe po vrvi spustila do balkona v drugem nadstropju in vpadla skozi okna. Tretji oddelek naj bi po vrveh vpadel v tretje, četrti pa skozi stekleno streho v isto nadstropje.
Modra skupina
Naloga modre skupine je bila zavzetje dvorišča, pritličja in prvega nadstropja.
Oprema
Vsi pripadniki so bili opremljeni s paketi plastičnega eksploziva za uničenje posebnih oken na ambasadi. Oboroženi so bili z brzostrelkami Heckler & Koch MP5 ter pištolami Browning HP. Poleg tega so bili opremljeni tudi s tako imenovanimi »flashbangi« (ročne granate, namenjenje zaslepljevanju, ki jih spremlja močen pok za trenutno onesposabljanje) ter granatami napolnjenimi s posebnim dražečim plinom (CS granate). Seveda so zaradi tega vsi pripadniki SAS nosili zaščitne maske.
Podporne enote
Za zunanjo podporo so bili določeni policijski ostrostrelci iz enote D11, operativci protiteroristične skupine C13, specialna patrolna skupina ter pripadniki policijske enote za tehnično podporo C7.

## Spopad
Pripadniki SAS so se na streho ambasade povzpeli s sosednje stavbe in na dimnike navezali vrvi. Prvi napadalci so se začeli po njih spuščati 5. maja 1980 ob 19:20. Presenečenje pa bi kmalu pokvaril eden od pripadnikov rdeče skupine, ki je ponesreči s škornjem razbil steklo na oknu zgornjega nadstropja. S tem pa ni bilo konec neljubih presenečenj. Drug pripadnik modre skupine se je namreč zapletel v vrv in nemočno obvisel pred oknom sobe drugega nadstropja, v kateri so bile zaprte ženske. Pripadniki modre skupine, ki naj bi razstrelili okenski okvir v prvem nadstropju, zdaj niso mogli uporabiti plastičnega razstreliva, da ne bi poškodovali svojega tovariša nad njimi. Tako so zgolj razbili šipe in v prostore odvrgli slepilne granate in vdrli v objekt. V prostoru se je odvil prvi spopad, v katerem je bil ubit vodja teroristov Salim. Istočasno so pripadniki modre skupine razstrelili okvir balkonskih vrat v prvem nadstropju in vstopilo v prostore ambasade.
V drugem nadstropju so v tem času trije teroristi začeli streljati na talce in ubili drugega atašeja za tisk, Samada Zadeha, ter ranili še dva druga talca. Takoj za tem pa so teroristi odvrgli orožje in se pomešali med talce. Pripadniki rdeče skupine v tem trenutku niso vedeli, kdo je terorist in kdo talec. Dramo je rešil eden izmed resničnih talcev, ki je pokazal na teroriste. V istem trenutku so pripadniki SAS vse tri postrelili. Tako so bili odstranjeni štirje teroristi, dva pa sta se še vedno nahajala nekje v stavbi, ki jo je že zajemal ogenj, ki se je razširil po prostorih. Pripadniki SAS so med tem tudi rešili nesrečnega pripadnika, ki se je zapletel v vrv.
Peti terorist je bil ustreljen na stopnišču po tem, ko so pri njem našli ročno bombo. Zadnjega so aretirali na travniku pred ambasado, kjer so se morali uleči vsi osvobojeni talci, med katerimi se je skrival.

## Epilog
Akcija je trajala vsega 17 minut, v njej pa je bilo ubitih pet od šestih teroristov. Kljub temu, da bi lahko pripadniki SAS zajeli tudi nekaj drugih, so dali z »likvidacijami« jasno sporočilo teroristom, da se Velika Britanija s teroristi ne namerava pogajati. Jasno sporočilo je bilo podano neposredno, saj je bila celotna akcija reševanja talcev prenašana po televiziji. Likvidacije teroristov je SAS sicer uradno opravičil z možnostjo aktiviranja eksplozivnih teles in s tem novih žrtev, vendar je bil ta izgovor bolj v izogib obsojanju s strani javnosti.